# The Blackening
The Blackening is het zesde studioalbum van de Amerikaanse metalband Machine Head. Het werd op 26 maart 2007 uitgegeven door Roadrunner Records.

## Achtergrond en inhoud
Op het vorige album, Trough the Ashes of Empires (2003), schreven de muzikanten van Machine Head langere nummers dan voorheen. Deze ontwikkeling wordt voortgezet in het begin van The Blackening met het openingsnummer, "Clenching the Fists of Dissent", dat ruim tienenhalve minuut duurt. In het nummer "Aesthetics of Hate" wordt veelvuldig gevloekt. Het werd geschreven als reactie op een negatief artikel van muziekjournalist William Grim over de indertijd doodgeschoten Damageplan-gitarist Dimebag Darrell in het bijzonder en de metalcultuur in het algemeen.

### Tracklist
| 1.                 | Clenching the Fists of Dissent | Flynn             | Flynn/McClain/Demmel      | 10:37 |
| 2.                 | Beautiful Mourning             | Flynn             | Flynn/Demmel              | 4:46  |
| 3.                 | Aesthetics of Hate             | Flynn/Duce        | Flynn                     | 4:46  |
| 4.                 | Now I Lay Thee Down            | Flynn             | Flynn/Demmel              | 5:35  |
| 5.                 | Slanderous                     | Flynn             | Flynn/Demmel              | 5:17  |
| 6.                 | Halo                           | Flynn             | Flynn/McClain/Duce/Demmel | 9:03  |
| 7.                 | Wolves                         | Flynn             | Flynn/Demmel/Duce         | 9:01  |
| 8.                 | A Farewell to Arms             | Flynn/Duce/Demmel | Flynn/Demmel              | 10:13 |
| 9.                 | Battery (cover van Metallica)  | Hetfield          | Hetfield/Ulrich           | 5:01  |
| Totale duur: 61:04 |                                |                   |                           |       |

## Kritiek en succes
Het nummer "Aesthetics of Hate" werd genomineerd voor Grammy Award voor 'Best Metal Performance', doch die prijs ging naar Slayer voor "Final Six". Lezers en schrijvers van het Engelstalige muziekblad Metal Hammer verkozen The Blackening tot het beste album van het decennium.

## Musici
- Phil Demmel - gitaar
- Adam Duce - basgitaar, zang
- Robb Flynn - gitaar, zang
- Dave McClain - drums